# Hariowie
Hariowie – lud żyjący w czasach rzymskich prawdopodobnie na terenie dzisiejszej Polski. Należeli do związku Lugiów. Tacyt mówi o nich, że „walczyli nocą, budząc trwogę już samym wyglądem i marą żałobnego wojska”. Wśród archeologów trwa dyskusja odnośnie do lokalizacji siedzib Hariów, a tym samym łączenia tego plemienia z konkretną kulturą archeologiczną. Najczęściej mówi się o południowych grupach kultury przeworskiej.
Często są identyfikowani z wymienionymi przez Pliniusza Starszego Charinami, wchodzącymi według niego w skład Vandiliów, którzy ukrywają się pod nazwą Lugiów.